# Tectaria villosa
Tectaria villosa är en ormbunkeart som beskrevs av Holtt. Tectaria villosa ingår i släktet Tectaria och familjen Tectariaceae. Inga underarter finns listade.